# GP3 Series
La GP3 Series o, più brevemente,  GP3, è stato un campionato motoristico per vetture a ruote scoperte, che si è svolto dal 2010 al 2018 come categoria di supporto alla GP2, ridenominata dal 2017 Formula 2, con l'organizzazione di Bruno Michel.
L'esordio della serie avvenne con un weekend di gare l'8 e 9 maggio 2010, presso il Circuito di Barcellona. Il primo vincitore della serie è stato il pilota messicano Esteban Gutiérrez, mentre l'ultimo il francese Anthoine Hubert. Tra le scuderie si è imposta, nella prima edizione, l'ART Grand Prix, che ha vinto anche l'ultima edizione.

## La storia
L'idea di un campionato, che facesse da supporto alla GP2 Series e alla Formula 1, venne partorita da Bernie Ecclestone, per ricreare una situazione che somigliasse al Motomondiale, ove convivono, nello stesso weekend di gare tre categorie diverse.
Inizialmente, la categoria, era stata progettata come evoluzione dell'International Formula Master (IFM) series. Tuttavia, successivamente, si decise di far correre delle monoposto di nuova generazione, costruite dalla Dallara (denominate GP3/10), pensate esclusivamente per tale categoria, e motorizzate dalla Renault, con un propulsore turbo.
Alla prima stagione vennero ammesse dieci squadre, ognuna delle quali avrebbe schierato tre piloti, per un totale di trenta conduttori ammessi al via delle gare. L'esordio della categoria avvenne in occasione del Gran Premio di Spagna 2010, corso sul tracciato di Barcellona, l'8 maggio.
Il 9 marzo 2018 viene annunciato ufficialmente dal Consiglio Mondiale della FIA che la stagione 2018 è l'ultima della categoria, e che dalla stagione 2019 viene creato il nuovo Campionato FIA di Formula 3, nato dalla fusione tra la GP3 e la F3 europea. Tale campionato si svolge, come l'attuale categoria, all'interno dei week end di Formula 1 e Formula 2

## Aspetti tecnici

### La vettura

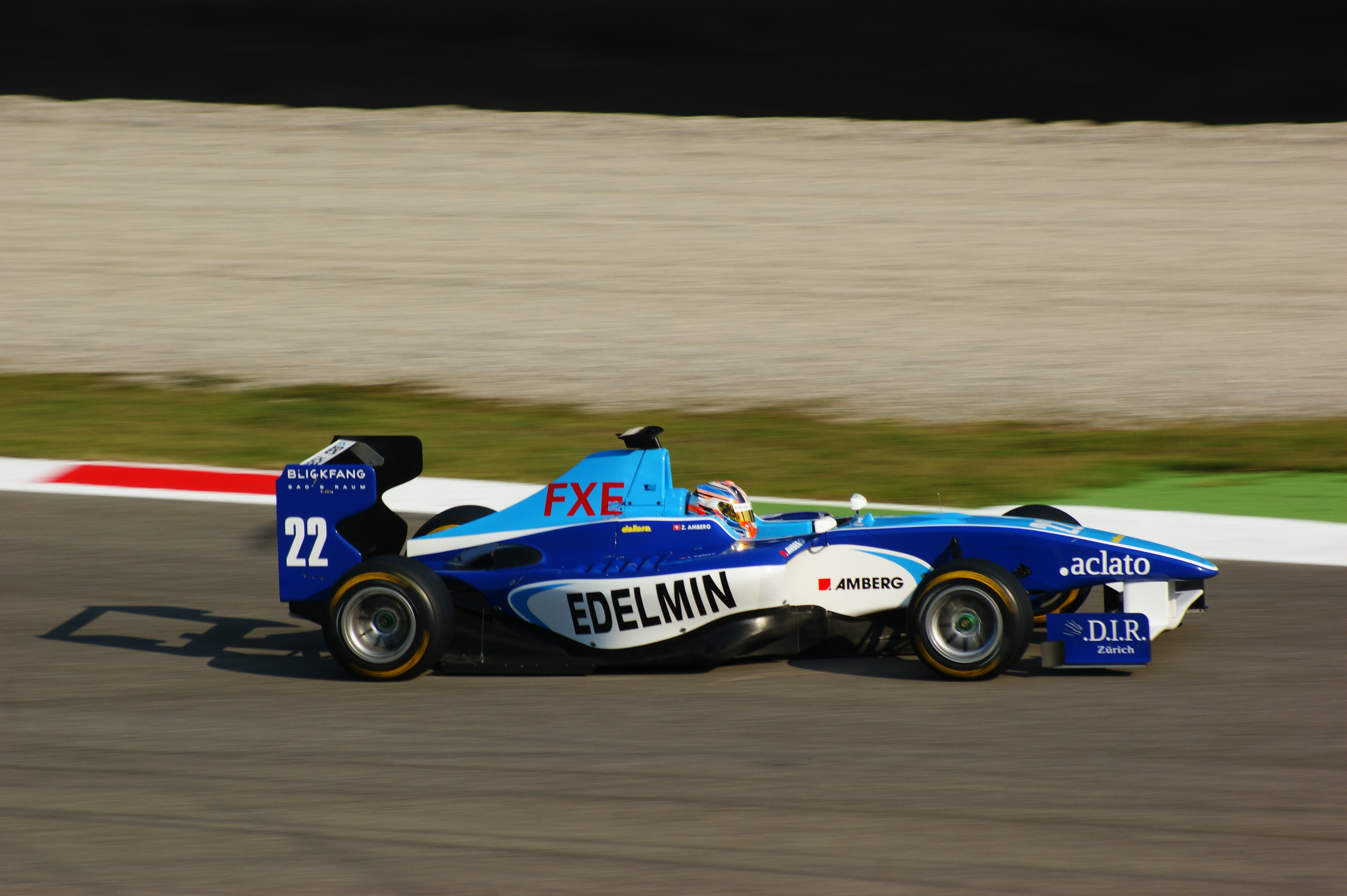
Una Dallara GP3/10 in azione sul tracciato di Monza, nel 2011.

È ammesso un solo modello di vettura, progettato e costruito dalla Dallara, che è fornitrice anche delle vetture della GP2. I modelli proposti vengono aggiornati dopo tre anni di utilizzo.
I primi test, sulla prima generazione di vetture di questa categoria, denominate Dallara GP3/10, sono stati condotti il 18 novembre 2009, presso il Circuito di Le Castellet, dal pilota di Formula 1 Mark Webber.
All'esordio della categoria le vetture erano dotate di motore turbocompresso, fornito dalla Renault, con una potenza di 280 cv; cambio della Hewland a 6 marce sequenziali e freni forniti dalla Brembo.
Per la stagione 2013 il motore, fornito dalla AER, è aspirato, con una potenza di 400 cv; il cambio è della Hewland a 6 marce sequenziali.
Come per Formula 1 e Formula 2, il fornitore unico di pneumatici è la Pirelli.

#### Tabella vetture
| Nr. | Denominazione  | Motore                 | Stagioni di utilizzo |
| --- | -------------- | ---------------------- | -------------------- |
| 1   | Dallara GP3/10 | Renault 2.000 cc t/c   | 2010-2012            |
| 2   | Dallara GP3/13 | AER 3.400 cc V6        | 2013-2015            |
| 3   | Dallara GP3/16 | Mecachrome 3.400 cc V6 | 2016-2018            |

## Aspetti sportivi

### Gare
Le gare vengono svolte a supporto dei gran premi del campionato mondiale di F1, per lo più quelli corsi in Europa, esattamente come in GP2. Il format è simile a quello della categoria superiore, ovvero due gare nello stesso weekend, con griglia di partenza della gara 2, corsa alla domenica, stabilita sulla base dei risultati di gara 1, corsa al sabato, ribaltando per la posizione di partenza, dei primi otto. L'ottavo parte per primo, in gara 2, mentre il primo parte per ottavo, il secondo per settimo, è così via.
La durata delle gare è stabilita prima del via, ma gara 1 non può superare, dal 2015, i 40 minuti di durata, mentre gara 2 ha una durata non superiore ai 30 minuti. Non sono ammessi i rifornimenti, così come non vi è l'obbligo di cambiare gli pneumatici. Fino al 2014 le due gare avevano la stessa lunghezza, attorno ai 70–80 km.
Generalmente la gara 1 si tiene al sabato pomeriggio, dopo la gara 1 della GP2, mentre la gara 2 è disputata alla mattina della domenica, prima della seconda gara della GP2. Nel 2015 la gara 1 di Soči, inizialmente prevista per sabato 10 ottobre, venne posticipata all'11, per la necessità di sistemare il tracciato a causa di un incidente, nelle prove della F1. Fino al 2013, le stagioni prevedevano 8 doppi appuntamenti, per un totale di 16 gare; dal 2014 il numero è salito a 9 appuntamenti, per una somma di 18 gare totali.

### Sistema di punteggio
Il sistema di punteggio, del campionato, è stabilito seguendo l'evoluzione di quello previsto per la Formula 1. Inizialmente i punti, in gara 1, venivano assegnati ai primi 8; in gara 2 i punti erano attribuiti solo ai primi sei; erano previsti punti aggiuntivi per chi faceva segnare la pole position e per chi otteneva il giro più veloce, solo se però fosse rientrato nei primi dieci al traguardo.
Dal 2012, a seguito anche delle modifiche del sistema di assegnazione dei punti nella classe regina, anche in GP3 si decise di assegnare dei punti ai primi 10 della gara 1, e ai primi 8 della gara 2. Vennero mantenuti i punti bonus per il poleman e per chi facesse segnare il gpv.
Proprio nel 2012, la gara 1 a Spa venne condotta per 4 giri, interrotta con la bandiera rossa per incidente. Non essendo stato raggiunto il 75% della distanza prevista, il punteggio assegnato venne dimezzato.
La classifica per le squadre è calcolata sommando i punti assegnati a tutti i piloti iscritti. Dal 2016, con la possibilità per i team di schierare fino a 4 vetture, vengono assegnati punti solo alle prime tre vetture giunte sul traguardo.
| Sistema di punteggio nel 2010 | Sistema di punteggio nel 2010 | Sistema di punteggio nel 2010 | Sistema di punteggio nel 2010 | Sistema di punteggio nel 2010 | Sistema di punteggio nel 2010 | Sistema di punteggio nel 2010 | Sistema di punteggio nel 2010 | Sistema di punteggio nel 2010 | Sistema di punteggio nel 2010 | Sistema di punteggio nel 2010 |
| Posizione                     | 1º                            | 2º                            | 3º                            | 4º                            | 5º                            | 6º                            | 7º                            | 8º                            | Pole Position                 | GPV                           |
| ----------------------------- | ----------------------------- | ----------------------------- | ----------------------------- | ----------------------------- | ----------------------------- | ----------------------------- | ----------------------------- | ----------------------------- | ----------------------------- | ----------------------------- |
| Gara 1                        | 10                            | 8                             | 6                             | 5                             | 4                             | 3                             | 2                             | 1                             | 2                             | 1                             |
| Gara 2                        | 6                             | 5                             | 4                             | 3                             | 2                             | 1                             |                               |                               |                               | 1                             |

| Sistema di punteggio dal 2012 | Sistema di punteggio dal 2012 | Sistema di punteggio dal 2012 | Sistema di punteggio dal 2012 | Sistema di punteggio dal 2012 | Sistema di punteggio dal 2012 | Sistema di punteggio dal 2012 | Sistema di punteggio dal 2012 | Sistema di punteggio dal 2012 | Sistema di punteggio dal 2012 | Sistema di punteggio dal 2012 | Sistema di punteggio dal 2012 | Sistema di punteggio dal 2012 |
| Posizione                     | 1º                            | 2º                            | 3º                            | 4º                            | 5º                            | 6º                            | 7º                            | 8º                            | 9º                            | 10º                           | Pole Position                 | GPV                           |
| ----------------------------- | ----------------------------- | ----------------------------- | ----------------------------- | ----------------------------- | ----------------------------- | ----------------------------- | ----------------------------- | ----------------------------- | ----------------------------- | ----------------------------- | ----------------------------- | ----------------------------- |
| Gara 1                        | 25                            | 18                            | 15                            | 12                            | 10                            | 8                             | 6                             | 4                             | 2                             | 1                             | 4                             | 2                             |
| Gara 2                        | 15                            | 12                            | 10                            | 8                             | 6                             | 4                             | 2                             | 1                             |                               |                               |                               | 2                             |

### Circuiti

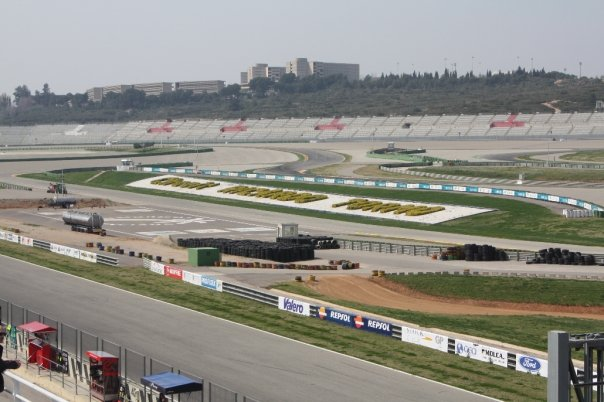
Il Circuito Ricardo Tormo di Valencia, è l'unico tracciato, mai usato in F1, ad aver ospitato un weekend di gare della GP3.

Nel 2010, inizialmente, il calendario era previsto su 8 appuntamenti. Rispetto alla prima stesura, venne aggiunto anche un weekend di gare in Turchia, mentre venne cancellato l'appuntamento di Portimão, che sarebbe stato un appuntamento non legato al calendario della F1. Di fatto l'unica tappa europea della F1, non prevista in calendario, era quella legata al Gran Premio di Monaco, mentre era comunque prevista una gara sul Circuito urbano di Valencia.
Nel 2011 il calendario propose ancora 8 gare, e ancora non previde una gara a Monaco. La gara monegasca entrò in calendario solo dal 2012, a seguito anche della cancellazione, dal calendario della F1, del Gran Premio di Turchia. Nel 2013 vi fu, per la prima volta, l'aggiunta di una tappa autonoma rispetto ai calendari di F1 e GP2, da tenersi sul circuito Ricardo Tormo di Valencia, a seguito anche dell'uscita della gara sul tracciato, urbano, di Valencia.
Per il 2014 si tenne la prima gara fuori d'Europa, quando il campionato affrontò la trasferta sul Circuito di Yas Marina di Abu Dhabi. Per la prima volta il calendario aumentò il numero di gare a 9. Per l'anno seguente il calendario venne reso noto il 22 dicembre 2014. Con la cancellazione del Gran Premio di Germania dal calendario del mondiale di F1 anche la gara del campionato, prevista al Nürburgring venne cancellata. Successivamente venne programmata una gara sul Circuito di Manama, in Bahrein, in occasione di una tappa del Campionato Endurance. Nel 2016, per la prima volta, la categoria utilizzò anche il Circuito di Sepang, sede del Gran Premio della Malesia.
Cinque circuiti sono sempre stati presenti nel calendario: Barcellona, Silverstone, Hungaroring, Spa e Monza. La Spagna è l'unica nazione che ha ospitato due gare in una stessa stagione: tra il 2010 e il 2013 e nella stagione 2017.

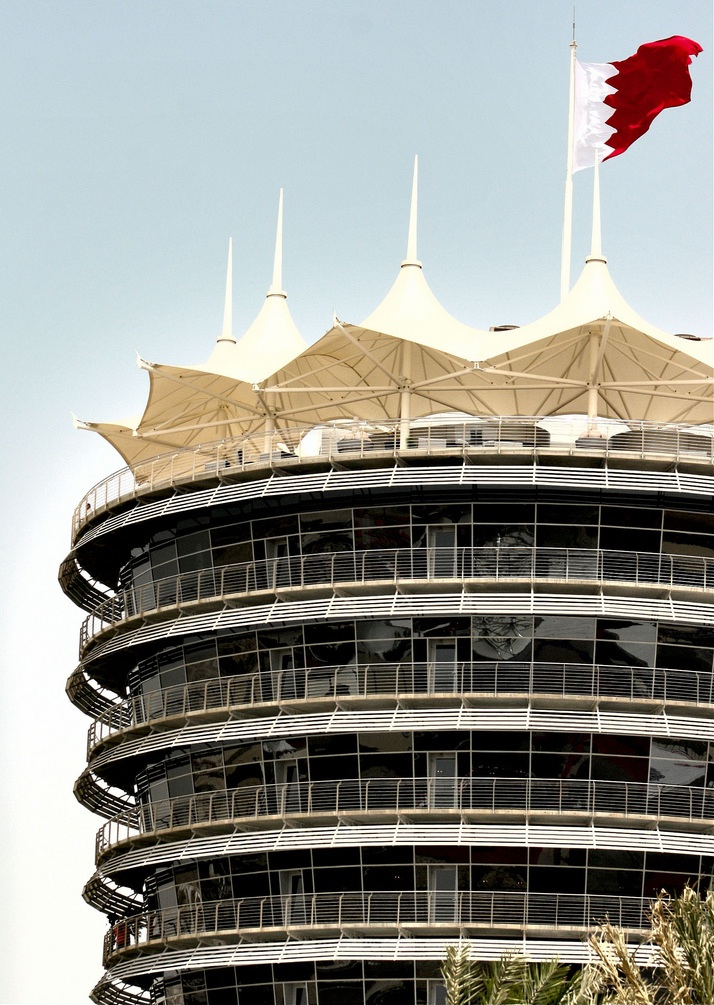
Il Circuito di Sakhir ha ospitato la GP3 una sola volta, non però in occasione del Gran Premio di F1, bensì quale supporto a una gara del Campionato del Mondo Endurance FIA.

#### Tabella Circuiti
| Circuito                                 | Presenze | Stagioni di utilizzo   |
| ---------------------------------------- | -------- | ---------------------- |
| Circuito di Catalogna, Barcellona        | 9        | 2010-2018              |
| Circuito di Istanbul                     | 2        | 2010-2011              |
| Circuito urbano di Valencia              | 3        | 2010-2012              |
| Circuito di Silverstone                  | 9        | 2010-2018              |
| Hockenheimring                           | 4        | 2010, 2012, 2014, 2016 |
| Hungaroring, Mogyoród                    | 9        | 2010-2018              |
| Circuito di Spa-Francorchamps            | 9        | 2010-2018              |
| Autodromo Nazionale Monza                | 9        | 2010-2018              |
| Nürburgring                              | 2        | 2011, 2013             |
| Circuito di Montecarlo                   | 1        | 2012                   |
| Circuito Ricardo Tormo, Valencia         | 1        | 2013                   |
| Circuito di Yas Marina, Isola Yas        | 6        | 2013-2018              |
| Red Bull Ring, Spielberg bei Knittelfeld | 5        | 2014-2018              |
| Autodromo di Soči                        | 3        | 2014-2015, 2018        |
| Bahrain International Circuit, Sakhir    | 1        | 2015                   |
| Circuito di Sepang                       | 1        | 2016                   |
| Circuito di Jerez de la Frontera         | 1        | 2017                   |
| Circuito Paul Ricard                     | 1        | 2018                   |

Tabella aggiornata al termine della stagione 2018.

### Squadre

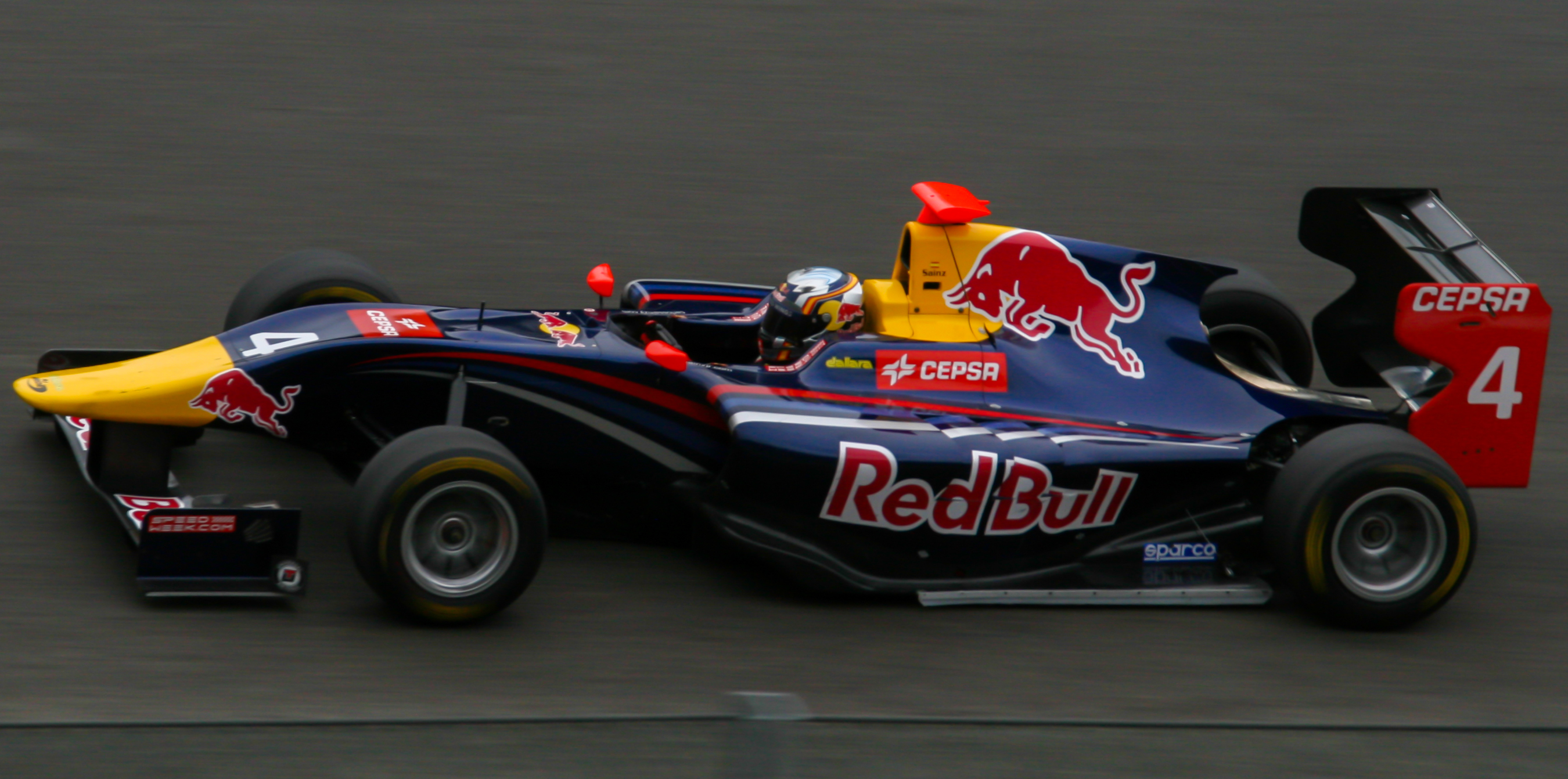
Carlos Sainz Jr. guida una GP3 della MW Arden, nel round di Spa, nel 2013. Dopo l'abbandono della F1 di Mark Webber il team ha ripreso il suo nome di Arden International.

Il format, per il 2010, prevedeva la presenza di 10 team, ciascuno dei quali avrebbe portato in pista tre vetture. Vennero selezionati due team francesi (ART Grand Prix e Tech 1 Racing), tre britannici (Manor Racing, Carlin Motorsport e ATECH CRS GP), uno irlandese (Status Grand Prix), uno svizzero (Jenzer Motorsport), uno spagnolo (Addax Team), uno australiano (MW Arden) e uno tedesco (RSC Mücke Motorsport).
ART, Jenzer e Arden sono le tre sole scuderie ancora presenti nella categoria.
Due anni dopo l'istituzione del campionato, il team spagnolo Addax Team abbandonò la serie, per concentrarsi sulla GP2 Series, e venne sostituito dalla squadra italiana Trident Racing. Il team portoghese Ocean Racing Technology, già impegnato in GP2, prese il posto della squadra francese Tech 1.
Dopo aver corso come Lotus ART nel 2011, l'ART Grand Prix assunse la denominazione di Lotus Grand Prix, come già accaduto in GP2.
L'anno seguente l'ART Grand Prix perse l'abbinamento con la Lotus Cars, tornando al nome originario. La Bamboo Engineering, squadra già impegnata nel WTCC prese il posto dell'Atech CRS Grand Prix.

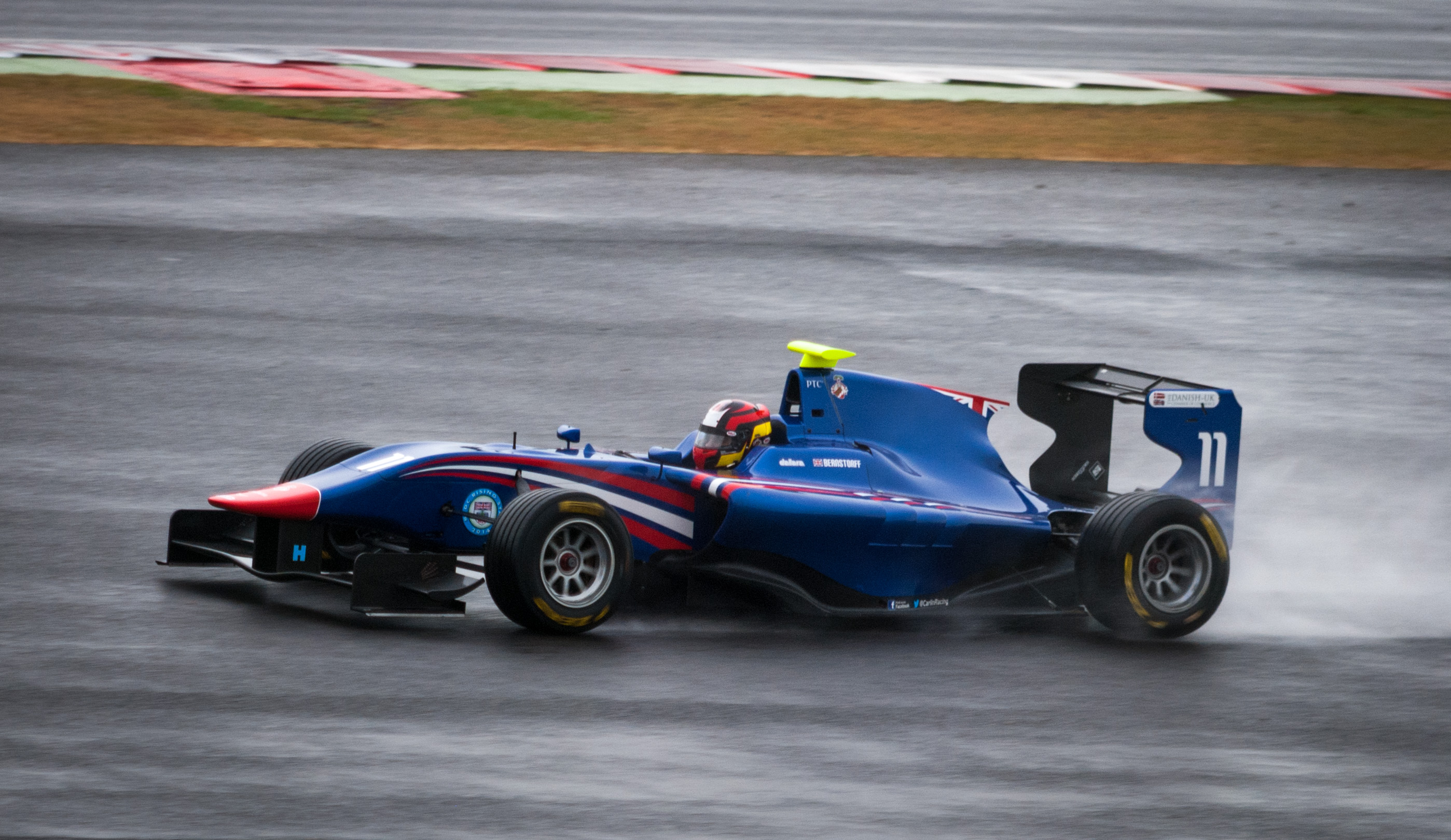
Emil Bernstoff su una GP3 della Carlin, nel 2014, squadra che in quella stagione ottenne il titolo riservato ai team. Fu l'unica stagione in cui tale titolo non è stato conquistato dall'ART Grand Prix.

L'Ocean Racing Technology abbandonò, oltre che la GP2, anche la GP3: in tale categoria è rimpiazzata dalla Koiranen Motorsport. La Status GP creò una collaborazione con l'iSport International. La presenza della Bamboo Engineering durò una sola stagione. Il suo posto avrebbe dovuto essere preso dal team vincitore della GP2 Series 2013, ovvero il Russian Time; quando la Motopark Academy interruppe la collaborazione col team, a causa del decesso del fondatore Igor Mazepa, il posto venne assegnato a un altro team di GP2, l'Hilmer Motorsport.
Dopo l'abbandono dell'attività in Formula 1 da parte di Mark Webber, la MW Arden cambiò il suo nome in Arden International, e corre dall'ora con licenza britannica e non più australiana.
Dopo aver saltato le ultime due gare del 2014, nel 2015 la Manor Motorsport, junior team della scuderia di Formula 1 Marussia, abbandonò il campionato. In suo luogo nessun altro team viene ammesso al campionato. La squadra spagnola Campos Racing prende il posto della tedesca Hilmer Motorsport.
Nel 2016 ben due squadre partecipanti alla categoria dalla sua nascita, la Carlin Motorsport e la Status Grand Prix, abbandonarono il campionato. Uno dei due posti lasciati vacanti fu coperto dalla squadra francese DAMS, già presente in GP2 Series. L'altro era stato assegnato al team inglese Virtuosi UK, che però abbandonò prima dell'inizio della stagione.
Nel 2018 la DAMS esce dalla categoria e viene sostituita dal team MP Motorsport, impegnato anche in Formula 2.

#### Tabella Squadre
| Squadra       | Stagioni | Periodo   | Gare | Vittorie | Pole | GPV | Punti   | Titoli squadra                                     | Titoli piloti                          |
| ------------- | -------- | --------- | ---- | -------- | ---- | --- | ------- | -------------------------------------------------- | -------------------------------------- |
| ART           | 9        | 2010-2018 | 151  | 53       | 35   | 61  | 3.635,5 | 8 (2010, 2011, 2012, 2013, 2015, 2016, 2017, 2018) | 6 (2010, 2011, 2015, 2016, 2017, 2018) |
| / Status      | 6        | 2010-2015 | 100  | 10       | 2    | 6   | 504     | 0                                                  | 0                                      |
| Manor         | 5        | 2010-2014 | 78   | 11       | 3    | 7   | 476     | 0                                                  | 0                                      |
| RSC Mücke     | 2        | 2010-2011 | 32   | 1        | 2    | 3   | 78      | 0                                                  | 0                                      |
| Carlin        | 6        | 2010-2015 | 100  | 9        | 5    | 12  | 896     | 1 (2014)                                           | 1 (2014)                               |
| Addax         | 2        | 2010-2011 | 32   | 0        | 0    | 1   | 58      | 0                                                  | 0                                      |
| / Arden       | 9        | 2010-2018 | 151  | 22       | 10   | 26  | 1.542,5 | 0                                                  | 2 (2012, 2013)                         |
| Jenzer        | 9        | 2010-2018 | 151  | 8        | 1    | 4   | 701,5   | 0                                                  | 0                                      |
| Tech 1        | 2        | 2010-2011 | 32   | 1        | 0    | 2   | 80      | 0                                                  | 0                                      |
| CRS           | 3        | 2010-2012 | 48   | 0        | 0    | 1   | 72      | 0                                                  | 0                                      |
| Trident       | 7        | 2012-2018 | 119  | 19       | 7    | 14  | 1.245   | 0                                                  | 0                                      |
| Ocean         | 1        | 2012      | 16   | 0        | 0    | 2   | 56      | 0                                                  | 0                                      |
| Koiranen GP   | 4        | 2013-2016 | 70   | 9        | 4    | 4   | 751     | 0                                                  | 0                                      |
| Bamboo        | 1        | 2013      | 16   | 1        | 0    | 1   | 75      | 0                                                  | 0                                      |
| Hilmer        | 1        | 2014      | 18   | 0        | 0    | 0   | 18      | 0                                                  | 0                                      |
| Campos        | 4        | 2015-2018 | 69   | 4        | 2    | 3   | 368     | 0                                                  | 0                                      |
| DAMS          | 2        | 2016-2017 | 33   | 2        | 1    | 3   | 201     | 0                                                  | 0                                      |
| MP Motorsport | 1        | 2018      | 18   | 1        | 1    | 1   | 94      | 0                                                  | 0                                      |

 Tabella aggiornata al termine della stagione 2018

### Costi
Il budget necessario per correre la prima stagione era attorno ai 650.000 - 700.000 €.

### Piloti

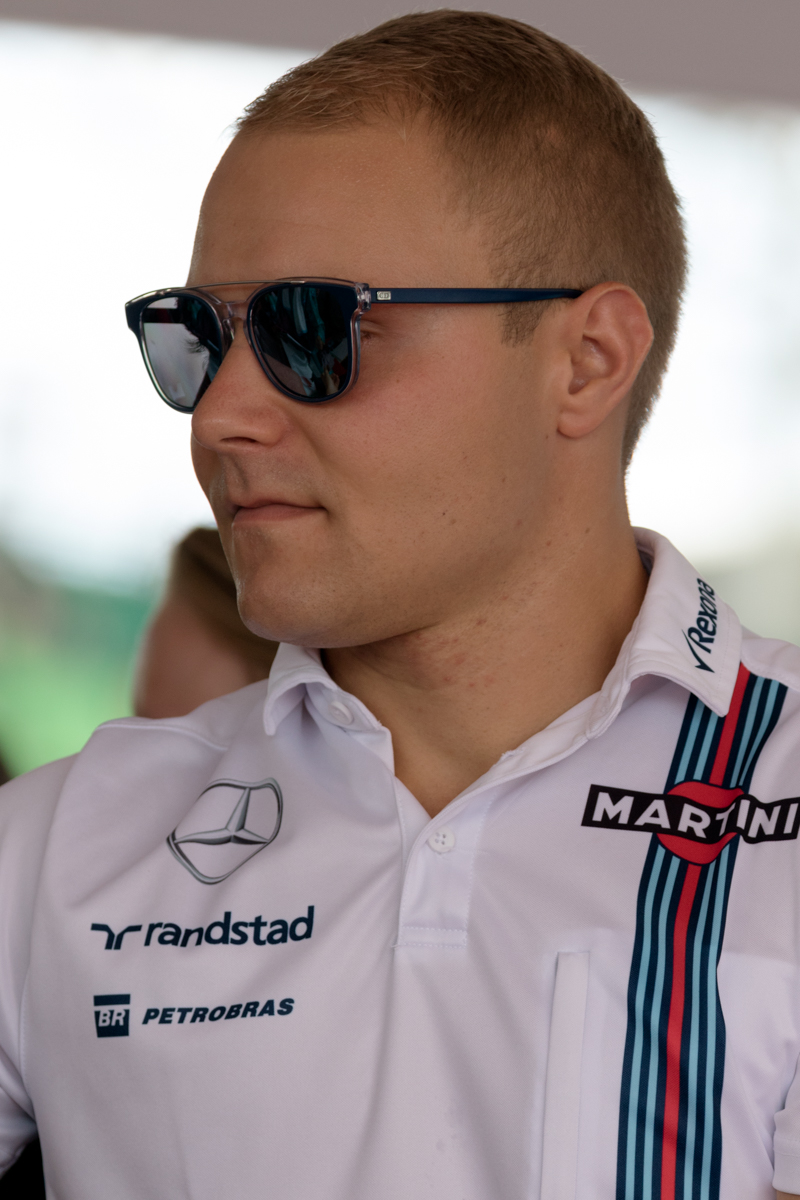
Valtteri Bottas, dopo aver vinto il titolo in GP3 nel 2011, passò a competere in F1.

Nella prima stagione, alle 10 scuderie ammesse al campionato, venne concesso di schierare tre piloti per gara, per un totale di 30 piloti sulla griglia. Nel 2012, con l'abbandono della RSC RSC Mücke Motorsport, il numero dei piloti scese a 27. Nel 2015, dopo l'uscita della Manor, rimasero solo 8 scuderie, tanto che il numero di piloti scese a 24. L'anno seguente, con il numero di team sceso a 7, venne consentito alle scuderie di schierare fino a 4 piloti, anche se tale opzione venne utilizzata solo da ART Grand Prix, Trident Racing e Koiranen GP; in realtà quest'ultimo team utilizzò 4 piloti solo nella prima gara. Tutti i piloti che partecipano al campionato devono possedere una licenza FIA Grado A o B.
I risultati ottenuti nel campionato servono per accumulare punti al fine di ottenere la Superlicenza FIA, che consente a un piloti di competere in F1. Secondo le regole attuali, la vittoria nel campionato di GP3 permette di ottenere 25 punti, mentre al secondo ne sono attribuiti 20, e al terzo 15. Vengono poi assegnati punti, a scalare, fino al nono posto in classifica generale. Per ottenere la Superlicenza un pilota deve sommare almeno 40 punti, nei tre anni precedenti la richiesta della Superlicenza. Nello schema previsto dalla FIA, la GP3 è posizionata, come importanza, tra la F3 europea e la Formula V8 3.5.

#### Punteggi per la Super Licenza
| Pos. in campionato | 1° | 2° | 3° | 4° | 5° | 6° | 7° | 8° | 9° | 10° |
| ------------------ | -- | -- | -- | -- | -- | -- | -- | -- | -- | --- |
| GP3 Series         | 25 | 20 | 15 | 10 | 7  | 5  | 3  | 2  | 1  | 0   |

La GP3 è nata con l'obiettivo di accompagnare i piloti nella loro formazione tecnica, prima del passaggio a categorie più impegnative.  Ben 9 piloti che hanno corso in GP3, sono approdati direttamente nel Campionato mondiale di Formula 1 senza passare dalla Formula 2. Nessuno di loro è riusciuto ancora a diventare campione del mondo in F1. Valtteri Bottas, aggiudicandosi il Gran Premio di Russia 2017, è stato il primo pilota a vincere un gran premio di Formula 1, dopo essere passato direttamente dalla GP3 alla Formula 1.

#### Piloti passati dalla GP3 alla F1
| Pilota           | GP3      | GP3  | GP3      | GP3  | F1                   | F1         | F1   | F1       | F1   | Altri titoli                      |
| Pilota           | Stagioni | Gare | Vittorie | Podi | Stagioni             | Primo team | Gare | Vittorie | Podi | Altri titoli                      |
| ---------------- | -------- | ---- | -------- | ---- | -------------------- | ---------- | ---- | -------- | ---- | --------------------------------- |
| Valtteri Bottas  | 2011     | 16   | 4        | 7    | 2013-                | Williams   | 118  | 4        | 30   |                                   |
| Daniil Kvjat     | 2013     | 16   | 3        | 5    | 2014-2017; 2019-2020 | STR        | 72   | 0        | 2    |                                   |
| Roberto Merhi    | 2010     | 12   | 0        | 3    | 2015                 | Manor      | 14   | 0        | 0    |                                   |
| Esteban Ocon     | 2015     | 18   | 1        | 14   | 2016-2018; 2020-     | Manor      | 50   | 0        | 0    |                                   |
| Carlos Sainz Jr. | 2013     | 16   | 0        | 2    | 2015-                | STR        | 81   | 0        | 0    | Formula Renault 3.5 Series (2014) |
| Jean-Éric Vergne | 2010     | 4    | 0        | 0    | 2012–2014            | STR        | 58   | 0        | 0    | Formula E (2017-18)               |

Tabella aggiornata dopo il Gran Premio di Abu Dhabi 2018.

## Copertura televisiva
Il campionato viene trasmesso, generalmente, dalle stesse reti televisive che coprono il Campionato mondiale di Formula 1.

### Tabella Emittenti
| Emittente                | Area/Nazione                                                         |
| ------------------------ | -------------------------------------------------------------------- |
| Canal F1 Latin America   | Centro-Sud America (eccetto Brasile)                                 |
| Fox Sports e Star Sports | Asia                                                                 |
| Fox Sport Australia      | Australia                                                            |
| Sky Sports               | Nuova Zelanda                                                        |
| Perform                  | Giappone                                                             |
| AMC Sport                | Repubblica Ceca, Slovacchia                                          |
| TV3 Sport 2              | Danimarca                                                            |
| MTV3 Max                 | Finlandia                                                            |
| Viasat Motor             | Norvegia, Svezia                                                     |
| Sport Ch / Sport Totaal  | Paesi Bassi                                                          |
| Arena Sports             | Bosnia ed Erzegovina, Croazia, Kosovo, Macedonia, Montenegro, Serbia |
| M4                       | Ungheria                                                             |
| Super Sport              | Africa Sub-sahariana                                                 |
| Sky Sport F1             | Italia, San Marino, Città del Vaticano                               |
| Movistar F1 Channel      | Spagna, Andorra                                                      |
| Sky Sports UK            | Regno Unito, Irlanda                                                 |

## Albo d'oro
| Stagione | Campione          | Secondo         | Terzo                  | Team campione  |
| -------- | ----------------- | --------------- | ---------------------- | -------------- |
| 2010     | Esteban Gutiérrez | Robert Wickens  | Nico Müller            | ART Grand Prix |
| 2011     | Valtteri Bottas   | James Calado    | Nigel Melker           | Lotus ART      |
| 2012     | Mitch Evans       | Daniel Abt      | António Félix da Costa | Lotus GP       |
| 2013     | Daniil Kvjat      | Facu Regalia    | Conor Daly             | ART Grand Prix |
| 2014     | Alex Lynn         | Dean Stoneman   | Marvin Kirchhöfer      | Carlin         |
| 2015     | Esteban Ocon      | Luca Ghiotto    | Marvin Kirchhöfer      | ART Grand Prix |
| 2016     | Charles Leclerc   | Alexander Albon | Antonio Fuoco          | ART Grand Prix |
| 2017     | George Russell    | Jack Aitken     | Nirei Fukuzumi         | ART Grand Prix |
| 2018     | Anthoine Hubert   | Nikita Mazepin  | Callum Ilott           | ART Grand Prix |